# Salchow (łyżwiarstwo figurowe)
Salchow – skok łyżwiarski wykonywany w łyżwiarstwie figurowym w konkurencjach jazdy indywidualnej (soliści, solistki) oraz par sportowych. Należy do grupy skoków krawędziowych (ang. edge jumps), czyli wykonywanych poprzez odbicie bezpośrednio z krawędzi łyżwy figurowej.
Skok jest rozpoczynany z najazdu tyłem z wewnętrznej krawędzi lewej łyżwy. Łyżwiarz najczęściej nabiera rotacji zamachując się prawą nogą i ląduje tyłem na zewnętrznej krawędzi prawej łyżwy. Salchow najczęściej poprzedzany jest przez obrót trójkowy lub obrót Mohawk.
Pojedynczy skok salchow został po raz pierwszy wykonany przez szwedzkiego mistrza świata w łyżwiarstwie figurowego Ulricha Salchowa w 1909 roku. Pierwszy podwójny Salchow został wykonany przez Szweda Gillisa Grafströma w 1920 roku. Ronnie Robertson ze Stanów Zjednoczonych jako pierwszy skoczył potrójnego salchowa w zawodach międzynarodowych podczas mistrzostw świata 1955.